# Cá voi mõm khoằm Cuvier
Ziphius cavirostris là một loài động vật có vú trong họ Ziphiidae, bộ Cetacea. Loài này được G. Cuvier mô tả năm 1823.
Mặc dù là loài sinh sống gần mặt nước, loài cá này thích nước sâu hơn 1.000 m (3.300 ft) và tránh tàu, nó vẫn là một trong những loài cá voi có mỏ thường xuyên nhất được phát hiện.
Cơ thể của cá voi mỏ khoằm Cuvier là mạnh mẽ và hình điếu xì gà, tương tự như những con cá voi mỏ khoằm khác và có thể khó phân biệt với nhiều loài trong số những con cá voi mesoplodon trên biển. Loài cá voi mỏ khoằm này phát triển chiều dài lên đến khoảng 5–7 m và trọng lượng 2.500 kg (5.500 lb). Không có sự khác biệt đáng kể kích thước giữa cá đực và cá cái.
Loài cá voi này có phạm vi phân bố tòa cầu ở vùng nước biển sâu, vùng biển ngoài khơi từ nhiệt đới đến các vùng biển ôn đới mát mẻ. Ở miền Bắc Thái Bình Dương, hiện diện tận phía bắc quần đảo Aleutia và ở Bắc Đại Tây Dương xa về phía bắc Massachusetts ở phía tây đến Shetlands ở phía đông. Ở Nam bán cầu, chúng phân bố phía nam cũng như Tierra del Fuego, Nam Phi, miền nam Australia, New Zealand, và quần đảo Chatham. Nó cũng thường hay lui tới các cơ quan nội địa như các vùng biển như vịnh Mexico và nhiều khả năng vùng biển Caribbean và Địa Trung Hải. Chúng có thể là phổ biến nhất của Ziphius trong vùng Suruga Bay, Nhật Bản. 

## Hình ảnh

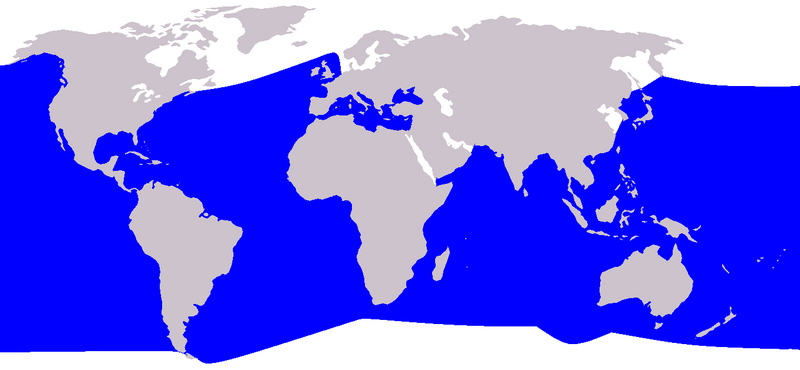
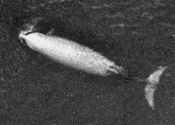
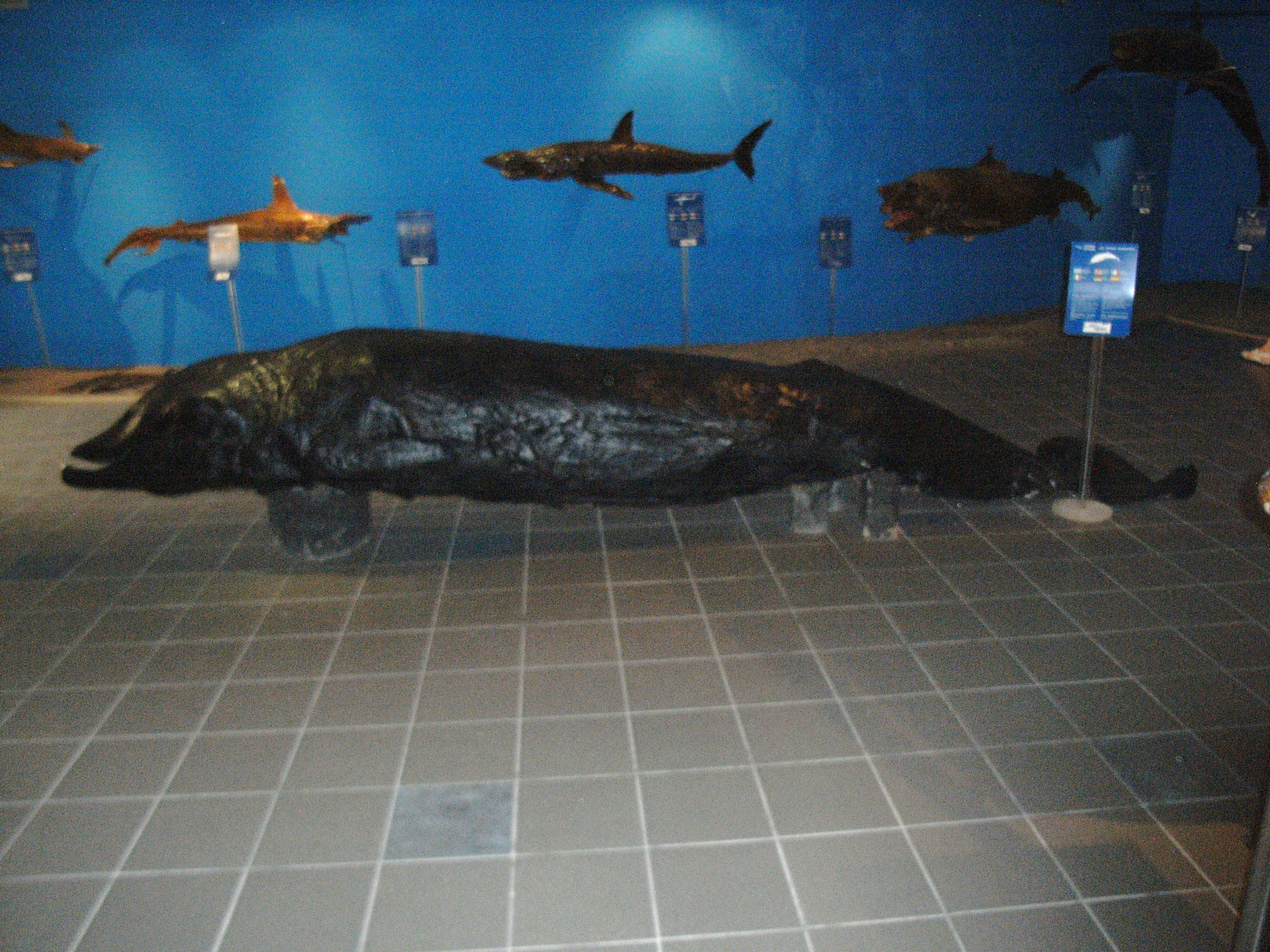
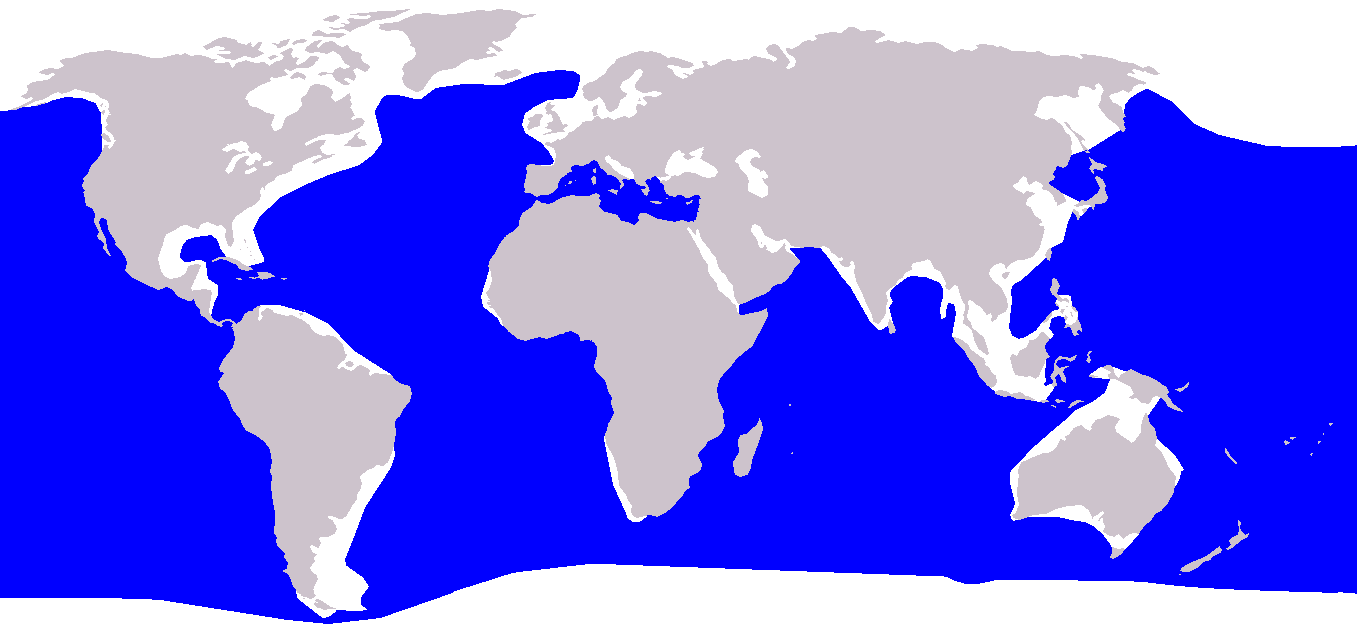